# Jüdischer Friedhof (Delitzsch)
Der Jüdische Friedhof Delitzsch ist ein Friedhof in der Stadt Delitzsch im Landkreis Nordsachsen in Sachsen.
Der 1093 m² große jüdische Friedhof liegt am Ende der Hainstraße/Ecke Rosental gegenüber dem St.-Maria-Altenheim. Es sind 34 Grabsteine erhalten, weitere Steine liegen an der Mauer. Für die im Ersten Weltkrieg gefallenen Soldaten ist ein Gedenkstein vorhanden.

## Geschichte
Im Jahr 1865 fand die erste Beisetzung auf dem Friedhof der im 19. Jahrhundert in Delitzsch entstandenen jüdischen Gemeinde statt. In den Jahren 1911 und 1928 wurde er erweitert. Die 1928 erbaute Friedhofshalle wurde beim Novemberpogrom 1938 zerstört.
Im Jahr 1976 und im April 2010 wurde der Friedhof geschändet: 2010 wurde er flächendeckend verwüstet, sämtliche Grabsteine wurden von ihren Sockeln gestoßen und die Gedenktafel am Eingang zerschlagen.